# Hans Holsten
Hans lensbaron Holsten (17. november 1758 på Grøndal ved København – 13. april 1849 i København) var en dansk lensbesidder og søofficer, bror til bl.a. Ditlev Cai Holsten.

## Uddannelse
Han var søn af gehejmeråd, lensbaron Adam Christopher Holsten til Holstenshuus, blev 1770 kadet og 1780 sekondløjtnant i Marinen, premierløjtnant 1789, kaptajnløjtnant 1796, kaptajn 1801, kommandørkaptajn 1810, kommandør 1815, kontreadmiral 1828 og viceadmiral 1834. I sin ungdom gik Holsten først i udenlandsk tjeneste og studerede senere 3 år ved universitetet i Göttingen. Straks efter sin udnævnelse til officer var han udkommanderet med orlogsskibet Wagrien til Ostindien. Ved sin hjemkomst i oktober 1782 fik han permission i halvandet år for at studere sprog og andre nyttige videnskaber i Kiel (1782) og Leipzig (1783). Sin første chefskommando havde Holsten 1789 i admiral Conrad von Schindels eskadre, hvor han førte blokskibet Sejeren, henhørende til hovedstadens defension.

## Under Englandskrigene
1795 var han flagadjudant hos viceadmiral Frederik Christian Kaas i dennes eskadre til neutralitetens beskyttelse og 2 år derefter chef for en kutter i de norske farvande. 1798 gik han som chef for briggen Nidelven til Middelhavet, underlagde sig kommandørkaptajn Steen Bille og benyttedes af denne til at konvojere og beskytte dansk-norske handelsskibe, et hverv, der fordrede både mod og snildhed over for de mange engelske og franske orlogsmænd, men som han løste særdeles godt; han forblev der indtil 1800 og fik ved sødefensionsforanstaltningerne den påfølgende vinter kommandoen over den lille fregat Elven, som i slaget på Reden 2. april 1801 gjorde tjeneste som repetitør. Vel kunne han med sit svagt armerede skib ikke spille nogen stor rolle i denne kamp, men hans forhold var dog rosværdigt, og det må regnes ham til ære, at han frelste skibet ind på reden ved slagets ophør. 1802-06 sejlede han som meddommer på kadetskibet og i eskadrer. Da krigen med England brød ud 1807, ansattes han som næstkommanderende ved hovedstadens sødefension og deltog som sådan i alle de 11 træfninger, denne havde dels med den engelske bombarderflotille, der gentagne gange blev forjaget, dels med de engelske landbatterier, hvilke det dog ikke lykkedes at bringe til tavshed. 1808 fik han kommandoen over de ved Fyn stationerede kanonbåde, hvem det lykkedes at erobre en engelsk brig, The Tigress, og en kanonbåd. Ud på efteråret samme år sendtes han til Vliessingen, hvor han overtog kommandoen over det med danske matroser bemandede franske linjeskib Dantzick; et andet linjeskib, Pultusk, var samtidig blevet betroet kaptajn Sigvart Urne Rosenvinge. Under de ganske vist vanskelige og uklare forhold, hvori disse 2 officerer kom til de franske myndigheder, lykkedes det dem ikke at løse deres opgave; besætningerne blev misfornøjede, og i stedet for at berolige dem, gjorde Holsten og Rosenvinge sig til talsmænd for dem på en noget anmassende måde, hvorved de vakte den franske marineministers vrede; de bleve afsatte fra deres pladser, en tid lang endogså arresterede, og hjemsendte året efter. Efter tilbagekomsten til Danmark kom Holsten straks i virksomhed på ny og gjorde i resten af krigsårene fortrinlig fyldest, 1809 som chef for værftet i Glückstadt og senere som højstkommanderende søofficer for begge Hertugdømmerne.

## Senere virke
Efter freden 1814 indtrådte han straks som 3. militærdeputeret i Admiralitetskollegiet og fik således lod og del i den vigtige opgave at genoprejse den danske flåde, der efter katastrofen 1807 og Norges senere udskillelse af monarkiet havde lidt et næsten uovervindeligt stød. 1825 arvede han baroniet Holstenshuus ved sin ældste broders død, men overlod straks bestyrelsen af det til sin søn Adam Christopher Holsten. Samme år avancerede han til 2. deputeret og divisionschef, 1829 indtrådte han som 1. direktør i bestyrelsen af Søetatens Hospital, 1833 blev han kollegiets 1. deputerede, 1836 endogså virkelig admiral. Holsten var foruden med disse høje tillidsposter bleven benådet på forskellig måde: 1781 blev han kammerjunker, 1808 blev han kammerherre, 1810 Ridder af Dannebrog, 1812 Dannebrogsmand, 1826 Kommandør af Dannebrog, modtog Storkorset 1836 og 1839 Elefantridder. Han døde 13. april 1849.
Han er begravet på Holmens Kirkegård.

## Ægteskab og børn
Holsten blev 17. november 1790 gift med Regitze Sophie Kaas (af Mur) (5. januar 1769 – 3. september 1841), datter af admiral Frederik Christian Kaas og Sophie Elisabeth f. Charisius. Børn:
1. Adamine Benedicte baronesse Holsten (11. august - 27. august 1791 i Odense)
2. Adam Christopher lensbaron Holsten-Charisius (1793-1879)
3. Frederik Christian lensbaron Holsten-Lehn-Charisius (1796-1888)
4. Christian Emil baron Holsten (10. december 1802 i København - 7. juni 1828 ved Fortunen), sekondløjtnant i Søetaten

## Gengivelser
Afbildet 1848 på litograferet mindeblad for 1801, samme type i to xylografier fra 1873, det ene af H.P. Hansen. Tegning i samme type (Det Kongelige Bibliotek). Miniature af Christian Horneman fra 1830 (Langesø), pastel af samme (Holstenshuus). Litografi af N.B. Krossing og af Emil Bærentzen fra 1840. Buste af Bertel Thorvaldsen fra 1840 (Thorvaldsens Museum, litograferet 1851, kopi af G.C. Freund 1850). Maleri af J.V. Gertner fra 1844 (Langesø).